# Gerhard Siedl
Gerhard Siedl (Monaco di Baviera, 22 marzo 1929 – Monaco di Baviera, 9 maggio 1998) è stato un calciatore tedesco, di ruolo attaccante.

## Carriera

### Nazionale
In carriera ha rappresentato due nazionali: quella della Saar e quella della Germania Ovest.

## Statistiche

### Cronologia presenze e reti in nazionale
| Cronologia completa delle presenze e delle reti in nazionale ― Saar | Cronologia completa delle presenze e delle reti in nazionale ― Saar | Cronologia completa delle presenze e delle reti in nazionale ― Saar | Cronologia completa delle presenze e delle reti in nazionale ― Saar | Cronologia completa delle presenze e delle reti in nazionale ― Saar | Cronologia completa delle presenze e delle reti in nazionale ― Saar | Cronologia completa delle presenze e delle reti in nazionale ― Saar | Cronologia completa delle presenze e delle reti in nazionale ― Saar |
| Data                                                                | Città                                                               | In casa                                                             | Risultato                                                           | Ospiti                                                              | Competizione                                                        | Reti                                                                | Note                                                                |
| ------------------------------------------------------------------- | ------------------------------------------------------------------- | ------------------------------------------------------------------- | ------------------------------------------------------------------- | ------------------------------------------------------------------- | ------------------------------------------------------------------- | ------------------------------------------------------------------- | ------------------------------------------------------------------- |
| 15/09/1951                                                          | Berna                                                               | Svizzera                                                            | 2 – 5                                                               | Saar                                                                | Amichevole                                                          | 1                                                                   |                                                                     |
| 14/10/1951                                                          | Vienna                                                              | Austria                                                             | 4 – 1                                                               | Saar                                                                | Amichevole                                                          | 1                                                                   |                                                                     |
| 20/04/1952                                                          | Saarbrücken                                                         | Saar                                                                | 0 – 1                                                               | Francia                                                             | Amichevole                                                          | -                                                                   |                                                                     |
| 05/10/1952                                                          | Strasburgo                                                          | Francia                                                             | 1 – 3                                                               | Saar                                                                | Amichevole                                                          | 1                                                                   |                                                                     |
| 24/06/1952                                                          | Oslo                                                                | Norvegia                                                            | 2 – 3                                                               | Saar                                                                | Qual. Mondiali 1954                                                 | -                                                                   |                                                                     |
| 11/10/1953                                                          | Stoccarda                                                           | Germania Ovest                                                      | 3 – 0                                                               | Saar                                                                | Qual. Mondiali 1954                                                 | -                                                                   |                                                                     |
| 08/11/1953                                                          | Saarbrücken                                                         | Saar                                                                | 0 – 0                                                               | Norvegia                                                            | Qual. Mondiali 1954                                                 | -                                                                   |                                                                     |
| 28/03/1954                                                          | Saarbrücken                                                         | Saar                                                                | 1 – 3                                                               | Germania Ovest                                                      | Qual. Mondiali 1954                                                 | -                                                                   |                                                                     |
| 05/06/1954                                                          | Saarbrücken                                                         | Saar                                                                | 1 – 7                                                               | Uruguay                                                             | Amichevole                                                          | -                                                                   |                                                                     |
| 26/09/1954                                                          | Saarbrücken                                                         | Saar                                                                | 1 – 5                                                               | Jugoslavia                                                          | Amichevole                                                          | -                                                                   |                                                                     |
| 17/10/1954                                                          | Lione                                                               | Francia                                                             | 4 – 1                                                               | Saar                                                                | Amichevole                                                          | -                                                                   |                                                                     |
| 01/05/1955                                                          | Lisbona                                                             | Portogallo                                                          | 6 – 1                                                               | Saar                                                                | Amichevole                                                          | -                                                                   |                                                                     |
| 16/11/1955                                                          | Saarbrücken                                                         | Saar                                                                | 1 – 2                                                               | Paesi Bassi                                                         | Amichevole                                                          | -                                                                   |                                                                     |
| 01/05/1956                                                          | Saarbrücken                                                         | Saar                                                                | 1 – 1                                                               | Svizzera                                                            | Amichevole                                                          | 1                                                                   |                                                                     |
| 03/06/1956                                                          | Saarbrücken                                                         | Saar                                                                | 0 – 0                                                               | Portogallo                                                          | Amichevole                                                          | -                                                                   |                                                                     |
| 06/06/1956                                                          | Amsterdam                                                           | Paesi Bassi                                                         | 3 – 2                                                               | Saar                                                                | Amichevole                                                          | -                                                                   |                                                                     |
| Totale                                                              |                                                                     | Presenze                                                            | 16                                                                  |                                                                     | Reti                                                                | 4                                                                   |                                                                     |

| Cronologia completa delle presenze e delle reti in nazionale ― Germania Ovest | Cronologia completa delle presenze e delle reti in nazionale ― Germania Ovest | Cronologia completa delle presenze e delle reti in nazionale ― Germania Ovest | Cronologia completa delle presenze e delle reti in nazionale ― Germania Ovest | Cronologia completa delle presenze e delle reti in nazionale ― Germania Ovest | Cronologia completa delle presenze e delle reti in nazionale ― Germania Ovest | Cronologia completa delle presenze e delle reti in nazionale ― Germania Ovest | Cronologia completa delle presenze e delle reti in nazionale ― Germania Ovest |
| Data                                                                          | Città                                                                         | In casa                                                                       | Risultato                                                                     | Ospiti                                                                        | Competizione                                                                  | Reti                                                                          | Note                                                                          |
| ----------------------------------------------------------------------------- | ----------------------------------------------------------------------------- | ----------------------------------------------------------------------------- | ----------------------------------------------------------------------------- | ----------------------------------------------------------------------------- | ----------------------------------------------------------------------------- | ----------------------------------------------------------------------------- | ----------------------------------------------------------------------------- |
| 03/04/1957                                                                    | Amsterdam                                                                     | Paesi Bassi                                                                   | 1 – 2                                                                         | Germania Ovest                                                                | Amichevole                                                                    | 1                                                                             |                                                                               |
| 22/05/1957                                                                    | Stoccarda                                                                     | Germania Ovest                                                                | 1 – 3                                                                         | Scozia                                                                        | Amichevole                                                                    | 1                                                                             |                                                                               |
| 04/10/1959                                                                    | Berna                                                                         | Svizzera                                                                      | 0 – 4                                                                         | Germania Ovest                                                                | Amichevole                                                                    | -                                                                             |                                                                               |
| 21/10/1959                                                                    | Colonia                                                                       | Germania Ovest                                                                | 7 – 0                                                                         | Paesi Bassi                                                                   | Amichevole                                                                    | 1                                                                             |                                                                               |
| 08/11/1959                                                                    | Budapest                                                                      | Ungheria                                                                      | 4 – 3                                                                         | Germania Ovest                                                                | Amichevole                                                                    | -                                                                             |                                                                               |
| 20/12/1959                                                                    | Hannover                                                                      | Germania Ovest                                                                | 1 – 1                                                                         | Jugoslavia                                                                    | Amichevole                                                                    | -                                                                             |                                                                               |
| Totale                                                                        |                                                                               | Presenze                                                                      | 6                                                                             |                                                                               | Reti                                                                          | 3                                                                             |                                                                               |

## Palmarès

### Club

#### Competizioni nazionali
- Coppa di Germania: 2

Karlsruhe: 1955-1956
Bayern Monaco: 1957